# Certhia americana
Certhia americana е вид птица от семейство Certhiidae.

## Разпространение
Видът е разпространен в Канада, Салвадор, Гватемала, Хондурас, Мексико, Никарагуа, Сен Пиер и Микелон и САЩ.